# Owen Hart
Vào ngày 23 tháng 5 năm 1999, Owen James Hart, hay còn được biết đến với cái tên võ đài là Owen Hart - đô vật chuyên nghiệp người Mỹ, đã rơi và chết ngay sau đó tại Thành phố Kansas, Missouri trong sự kiện pay-per-view Over the Edge tổ chức bởi WWE. Hart đang trong quá trình hạ xuống mặt đất từ từ bằng dây nịt và cố vật lộn xuống võ đài từ đỉnh của Kemper Arena trong trận đấu tranh đai vô địch Liên lục địa chống lại The Godfather. Để phù hợp với nhân vật "siêu anh hùng buffonish", ông muốn có sự xuất hiện hoành tráng và mạo hiểm, đầy kịch tính: hạ từ từ trên đỉnh sân vận động xuống võ đài. Lúc đó ông sẽ hành động "vướng víu", sau đó thả mình ra khỏi dây an toàn và nhảy xuống mặt đối thủ, một hiệu ứng hài hước, đó là yêu cầu sử dụng cơ chế ròng rọc. Đây là một màn đầy mạo hiểm và được chuẩn bị công phu của Blue Blaze được thực hiện trước đó được thực hiện trước đó vào Sunday Night Heat trước Survivor Series (1998).
Trong thời gian hạ xuống võ đài, Hart lơ lửng ở độ cao 24m (78feet), hạ cánh ngực đầu tiên trên đỉnh dây (xấp xỉ một chân gần nhất từ turnbuckle), khiến ông rơi xuống võ đài.
Hart đã thực hiện các cảnh quay nguy hiểm chỉ vài lần trước đó. Góa phụ của Hart, Martha, cho rằng sử dụng cách di truyền xung quanh để thoải mái với cả dây nịt và áo choàng của ông, Hart đã vô tình thực hiện sớm. Khán giả xem truyền hình không thể thấy vụ việc. Khoảnh khắc sau mùa thu, một họa tiết được ghi hình đang hiển thị trên chương trình pay-per-view cũng như trên màn hình trong đấu trường tối. Sau đó, trong khi Hart được nhân viên y tế điều trị bên trong võ đài, sự kiện phát sóng trực tiếp chỉ cho khán giả thấy. Trong khi đó, xướng ngôn viên WWF Jim Ross liên tục nói với những người xem pay-per-view theo quan điểm rằng những gì vừa diễn ra không phải là một sự sắp đặt hay cốt truyện và Hart bị tổn thương nặng nề, nhấn mạnh sự nghiêm trọng của tình huống.
Hart được chuyển đến Trung tâm y tế Truman ở thành phố Kansas. Trong khi các bác sĩ cố gắng cứu sống ông, ông đã chết vì vết thương quá nặng.  Nguyên nhân cái chết sau đó được tiết lộ là chảy máu do chấn thương lực cùn.

## Owen Hart

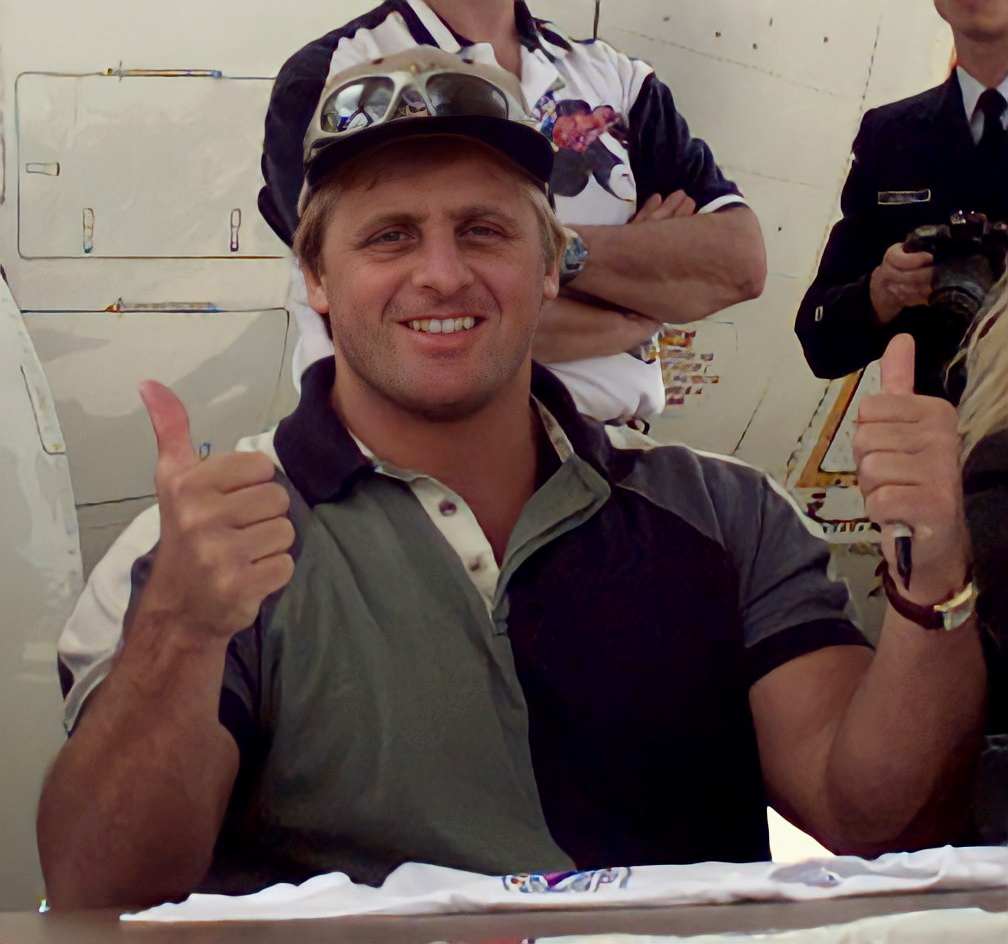
Hart vào ngày 15 tháng 5 năm 1999 - tám ngày trước khi chết

Owen James Hart (7 tháng 5 namq 1965 - 23 tháng 5 năm 1999) là một đô vật chuyên nghiệp và đô vật nghiệp dư người Mỹ gốc Canada. Ông được biết đến nhiều hơn với cái tên trên võ đài là Owen Hart và làm việc cho nhiều công ty đấu vật khác bao gồm Stampede Wrestling, New Japan-Pro Wrestling (NJWA), World Championship Wrestling (WCW) và World Wrestling Federation (WWF).